# Prix d'interprétation féminine du Festival de Cannes
Le prix d'interprétation féminine est un des prix attribués par le jury des longs métrages du Festival de Cannes. Il récompense celle qui est jugée comme la meilleure actrice de l'année parmi les films en compétition.

## Palmarès

### Années 1940
- 1946 : Michèle Morgan pour le rôle de Gertrude dans La Symphonie pastorale de Jean Delannoy
- 1947 : non attribué
- 1948 : pas de festival
- 1949 : Isa Miranda pour le rôle de Marta dans Au-delà des grilles (La mura di malapaga) de René Clément

### Années 1950
- 1950 : pas de festival
- 1951 : Bette Davis pour le rôle de Margo Channing dans Ève (All about Eve) de Joseph L. Mankiewicz
- 1952 : Lee Grant pour le rôle de la voleuse à l'étalage dans Histoire de détective (Detective story) de William Wyler
- 1953 : Shirley Booth pour le rôle de Lola Delaney dans Reviens petite Sheba (Come Back Little Sheba) de Daniel Mann
- 1954 : non attribué
- 1955 : Toute la distribution féminine d’Une grande famille (Большая семья, Bolshaya Semya) d'Iossif Kheifitz
- 1956 : Susan Hayward pour le rôle de Lillian Roth dans Une femme en enfer (I'll cry Tomorrow) de Daniel Mann
- 1957 : Giulietta Masina pour le rôle de Cabiria dans Les Nuits de Cabiria (Le notti di Cabiria) de Federico Fellini
- 1958 : Bibi Andersson, Eva Dahlbeck, Barbro Hiort af Ornäs et Ingrid Thulin pour les rôles de Hjördis Petterson, Stina Andersson, Brita l'infirmière et Cecilia Ellius dans Au seuil de la vie (Närat Livet) d'Ingmar Bergman
- 1959 : Simone Signoret pour le rôle d'Alice Aisgill dans Les Chemins de la haute ville (Room at the Top) de Jack Clayton

### Années 1960
- 1960 : (ex æquo)
  - Melina Mercouri pour le rôle d'Ilya dans Jamais le dimanche (Ποτέ την κυριακή, Poté tin kyriaki) de Jules Dassin
  - Jeanne Moreau pour le rôle d'Anne Desbarèdes dans Moderato cantabile de Peter Brook
- 1961 : Sophia Loren pour le rôle de Cesira dans La ciociara de Vittorio De Sica
- 1962 : (ex æquo)
  - Katharine Hepburn pour le rôle de Mary Tyrone dans Long voyage vers la nuit (Long Day's Journey Into Night) de Sidney Lumet
  - Rita Tushingham pour le rôle de Jo dans Un goût de miel de Tony Richardson
- 1963 : Marina Vlady pour le rôle de Regina dans Le Lit conjugal (L'ape regina) de Marco Ferreri
- 1964 : (ex æquo)
  - Anne Bancroft pour le rôle de Jo Armitage dans Le Mangeur de citrouilles (The Pumpkin Eater) de Jack Clayton
  - Barbara Barrie pour le rôle de Julie Cullen Richards dans Le Procès de Julie Richards (One Potato, Two Potato) de Larry Peerce
- 1965 : Samantha Eggar pour le rôle de Miranda Grey dans L'Obsédé (The Collector) de William Wyler
- 1966 : Vanessa Redgrave pour le rôle de Léonie dans Morgan (Morgan, A Suitable Case for Treatment) de Karel Reisz
- 1967 : Pia Degermark pour le rôle de Hedvig 'Elvira' Madigan dans Elvira Madigan de Bo Widerberg
- 1968 : Arrêté à cause des événements de mai 68
- 1969 : Vanessa Redgrave pour le rôle d'Isadora Duncan dans Isadora de Karel Reisz

### Années 1970
- 1970 : Ottavia Piccolo pour le rôle d'Ersilia dans Metello de Mauro Bolognini
- 1971 : Kitty Winn pour le rôle de Helen dans Panique à Needle Park (The Panic in Needle Park) de Jerry Schatzberg
- 1972 : Susannah York pour le rôle de Cathryn dans Images de Robert Altman
- 1973 : Joanne Woodward pour le rôle de Beatrice dans De l'influence des rayons gamma sur le comportement des marguerites (The Effect of Gamma Rays on Man-in-the-Moon Marigolds) de Paul Newman
- 1974 : Marie-Josée Nat pour le rôle de l'épouse et de la mère de Michel dans Les Violons du bal de Michel Drach
- 1975 : Valerie Perrine pour le rôle de Honey Bruce dans Lenny de Bob Fosse
- 1976 : (ex æquo)
  - Dominique Sanda pour le rôle d'Irène Carelli  dans L'Héritage (L'Eredità Ferramonti) de Mauro Bolognini
  - Mari Törőcsik pour le rôle de Déryné dans Où êtes-vous madame Déry ? (Déryné, hol van?) de Gyula Maár
- 1977 : (ex æquo)
  - Shelley Duvall pour le rôle de Millie Lammoreaux dans Trois femmes (Three Women) de Robert Altman
  - Monique Mercure pour le rôle de Rose-Aimee Martin dans J.A. Martin photographe de Jean Beaudin
- 1978 : (ex æquo)
  - Jill Clayburgh pour le rôle d'Erika dans Une femme libre (An Unmarried Woman) de Paul Mazursky
  - Isabelle Huppert pour le rôle de Violette Nozière dans Violette Nozière de Claude Chabrol
- 1979 : Sally Field pour le rôle de Norma Rae dans Norma Rae de Martin Ritt

### Années 1980
- 1980 : Anouk Aimée pour le rôle de Marta Ponticelli dans Le Saut dans le vide (Salto nel vuoto) de Marco Bellocchio
- 1981 : Isabelle Adjani pour le rôle de Marya Zelli dans Quartet de James Ivory et pour le double-rôle d'Anna et Helen dans Possession d'Andrzej Żuławski
- 1982 : Jadwiga Jankowska-Cieslak pour le rôle de Szalánczky Éva dans Un autre regard (Egymásra nézve) de Károly Makk
- 1983 : Hanna Schygulla pour le rôle d'Eugenia dans L'Histoire de Piera (Storia di Piera) de Marco Ferreri
- 1984 : Helen Mirren pour le rôle de Marcella dans Cal de Pat O'Connor
- 1985 : (ex æquo)
  - Norma Aleandro pour le rôle d'Alicia dans L'Histoire officielle (La Historia oficial) de Luis Puenzo
  - Cher pour le rôle de 'Rusty' Dennis dans Mask de Peter Bogdanovich
- 1986 : (ex æquo)
  - Barbara Sukowa pour le rôle de Rosa Luxemburg dans Rosa Luxemburg (Die Geduld der Rosa Luxemburg) de Margarethe von Trotta
  - Fernanda Torres pour le rôle de la jeune fille dans Parle-moi d'amour (Eu sei que vou te amar) d'Arnaldo Jabor
- 1987 : Barbara Hershey pour le rôle de Ruth dans Le Bayou (Shy people) d'Andreï Kontchalovski
- 1988 : Barbara Hershey, Jodhi May et Linda Mvusi pour les rôles de Diana Roth, Molly Roth et Elsie dans Un monde à part (A World Apart) de Chris Menges
- 1989 : Meryl Streep pour le rôle de Lindy Chamberlain dans Un cri dans la nuit (A Cry in the Dark) de Fred Schepisi

### Années 1990
- 1990 : Krystyna Janda pour le rôle de Tonia dans L'Interrogatoire (Przesluchanie) de Ryszard Bugajski
- 1991 : Irène Jacob pour le rôle de Veronika/Véronique dans La Double Vie de Véronique de Krzysztof Kieślowski
- 1992 : Pernilla August pour le rôle d'Anna Akerblom-Bergman dans Les Meilleures Intentions (Den Goda Viljan) de Bille August
- 1993 : Holly Hunter pour le rôle d'Ada dans La Leçon de piano (The Piano) de Jane Campion
- 1994 : Virna Lisi pour le rôle de Catherine de Médicis dans La Reine Margot de Patrice Chéreau
- 1995 : Helen Mirren pour le rôle de la Reine Charlotte dans La Folie du roi George (The Madness of King George) de Nicholas Hytner
- 1996 : Brenda Blethyn pour le rôle de Cynthia Rose Purley dans Secrets et Mensonges (Secrets and Lies) de Mike Leigh
- 1997 : Kathy Burke pour le rôle de Valérie dans Ne pas avaler (Nil by Mouth) de Gary Oldman
- 1998 : Élodie Bouchez et Natacha Régnier pour les rôles d'Isa et Marie Thomas dans La Vie rêvée des anges d'Érick Zonca
- 1999 : (ex æquo)
  - Séverine Caneele pour le rôle de Domino dans L'humanité de Bruno Dumont
  - Émilie Dequenne pour le rôle de Rosetta dans Rosetta de Jean-Pierre et Luc Dardenne

### Années 2000
- 2000 : Björk pour le rôle de Selma Jezkova dans Dancer in the Dark de Lars von Trier
- 2001 : Isabelle Huppert pour le rôle d'Erika Kohut dans La Pianiste (Die Klavierspielerin) de Michael Haneke
- 2002 : Kati Outinen pour le rôle d'Irma dans L'Homme sans passé (Mies vailla menneisyyttä) d'Aki Kaurismäki
- 2003 : Marie-Josée Croze pour le rôle de Nathalie dans Les Invasions barbares de Denys Arcand
- 2004 : Maggie Cheung pour le rôle d'Emily Wang dans Clean d'Olivier Assayas
- 2005 : Hana Laszlo pour le rôle de Hanna Ben Moshe dans Free Zone (אזור חופשי) d'Amos Gitaï
- 2006 : Penélope Cruz, Carmen Maura, Lola Dueñas, Chus Lampreave, Blanca Portillo et Yohana Cobo pour les rôles de Raimunda, Irene, Sole, Tía Paula, Agustina et Paula dans Volver de Pedro Almodóvar
- 2007 : Jeon Do-yeon pour le rôle de Shin-ae dans Secret Sunshine (밀양, Miryang) de Lee Chang-dong
- 2008 : Sandra Corveloni pour le rôle de Cleuza dans Une famille brésilienne (Linha de passe) de Walter Salles et Daniela Thomas
- 2009 : Charlotte Gainsbourg pour le rôle de la femme dans Antichrist de Lars von Trier

### Années 2010
- 2010 : Juliette Binoche pour le rôle de la galeriste dans Copie conforme (رونوشت برابر اصل, Roonevesht barabare asl) d'Abbas Kiarostami
- 2011 : Kirsten Dunst pour le rôle de Justine dans Melancholia de Lars von Trier
- 2012 : Cristina Flutur et Cosmina Stratan pour les rôles d'Alin et Voichita dans Au-delà des collines (Dupa dealuri) de Cristian Mungiu
- 2013 : Bérénice Bejo pour le rôle de Marie dans Le Passé d'Asghar Farhadi
- 2014 : Julianne Moore pour le rôle d'Havana Segrand dans Maps to the Stars de David Cronenberg
- 2015 : (ex æquo)
  - Emmanuelle Bercot pour le rôle de Tony dans Mon roi de Maïwenn
  - Rooney Mara pour le rôle de Therese Belivet dans Carol de Todd Haynes
- 2016 : Jaclyn Jose pour le rôle de Rosa dans Ma' Rosa de Brillante Mendoza
- 2017 : Diane Kruger pour le rôle de Katja Sekerci dans In the Fade de Fatih Akın
- 2018 : Samal Yeslyamova pour le rôle de Ayka dans Ayka de Sergueï Dvortsevoï
- 2019 : Emily Beecham pour le rôle d'Alice dans Little Joe de Jessica Hausner

### Années 2020
- 2020 : Pas de festival
- 2021 : Renate Reinsve pour le rôle de Julie dans Julie (en 12 chapitres) de Joachim Trier
- 2022 : Zar Amir Ebrahimi pour le rôle de Rahimi dans Les Nuits de Mashhad d'Ali Abbasi[1]
- 2023 : Merve Dizdar pour le rôle de Nuray dans Les Herbes sèches de Nuri Bilge Ceylan
- 2024 : Karla Sofía Gascón, Selena Gomez, Adriana Paz et Zoe Saldaña pour les rôles respectifs de Emilia Pérez / Juan « Small Hands » Del Monte, Jessi, Epifanía et Rita Moto Castro dans Emilia Perez de Jacques Audiard
- 2025 : Nadia Melliti pour le rôle de Fatima dans La Petite Dernière d'Hafsia Herzi

## Récompenses multiples
Deux : Vanessa Redgrave (1966 et 1969), Isabelle Huppert (1978 et 2001), Isabelle Adjani (double prix en 1981), Helen Mirren (1984 et 1995), Barbara Hershey (1987 et 1988)